# Pininfarina Bluecar

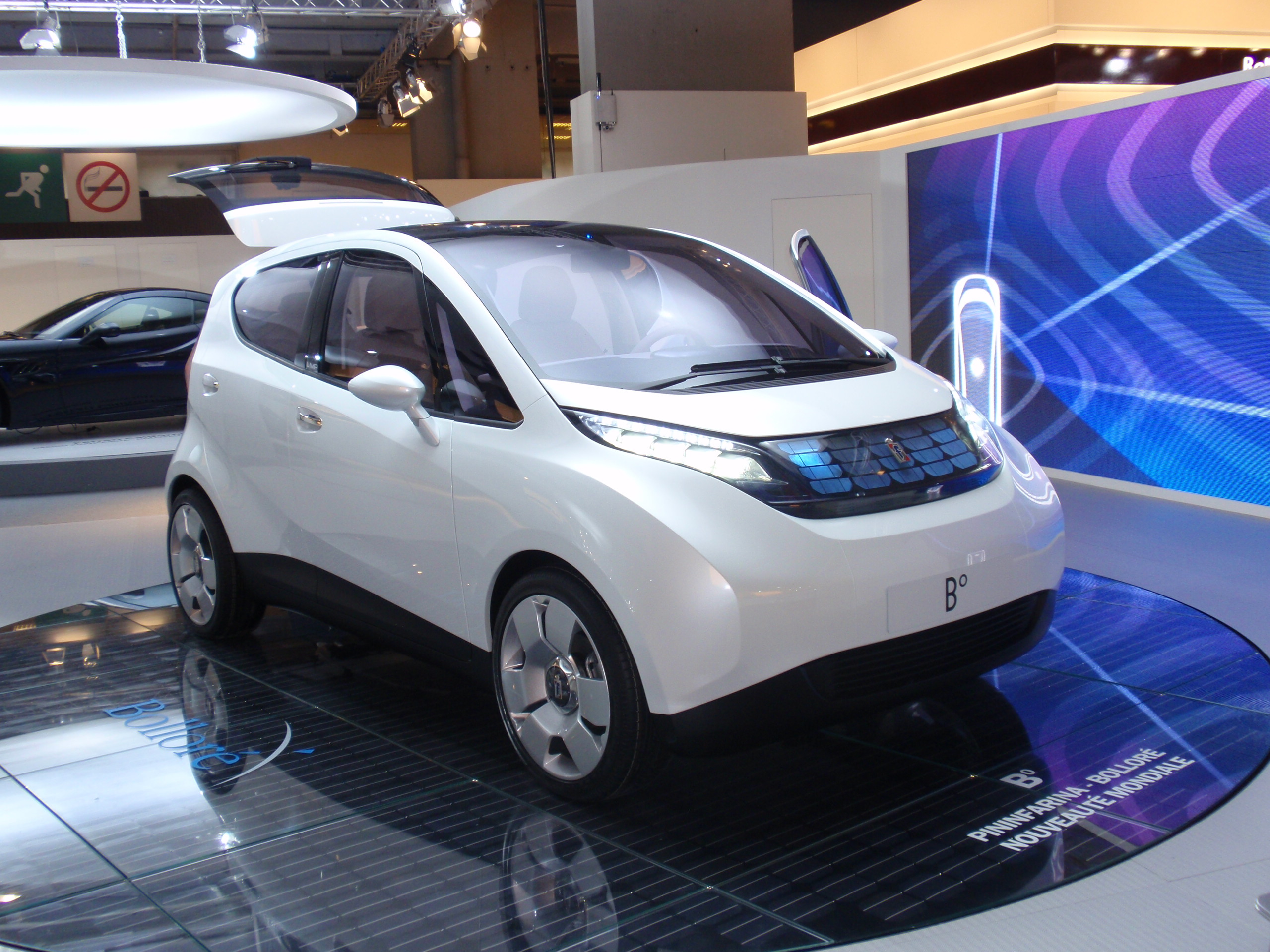
Bluecar auf der Geneva Auto Show 2009

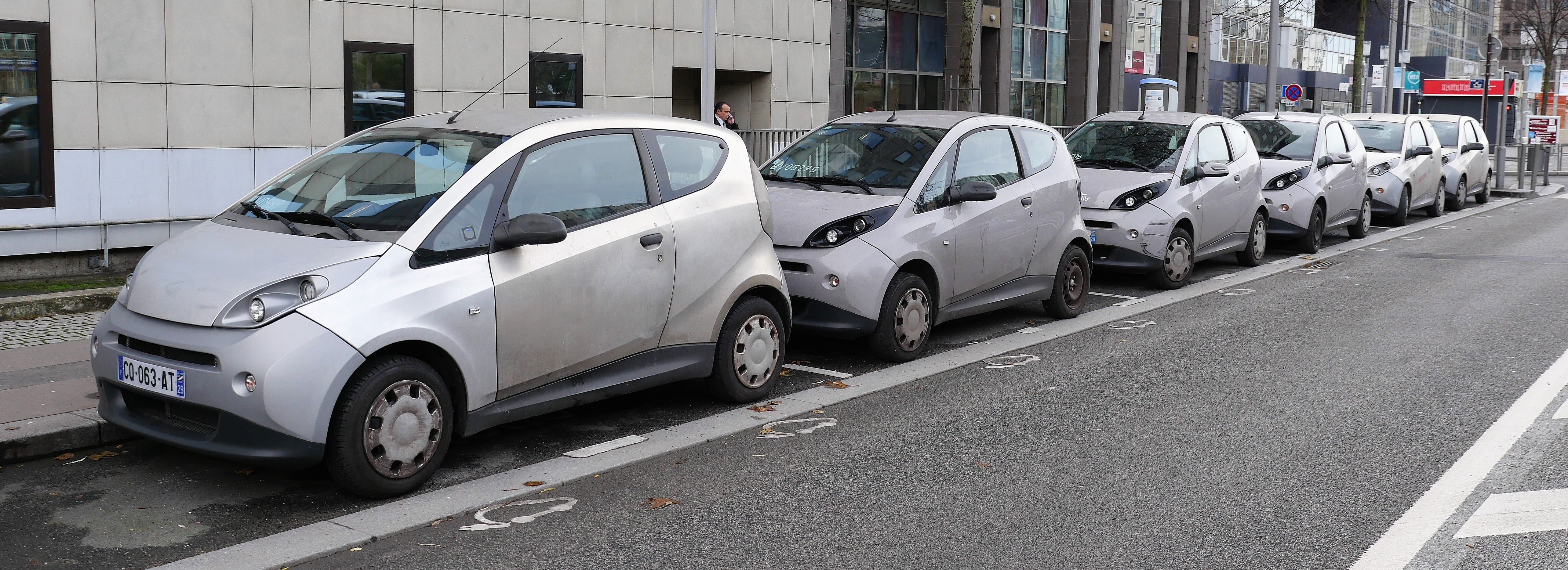
Im Straßenverkehr eingesetzte Modelle des Bluecar in Nanterre 2017

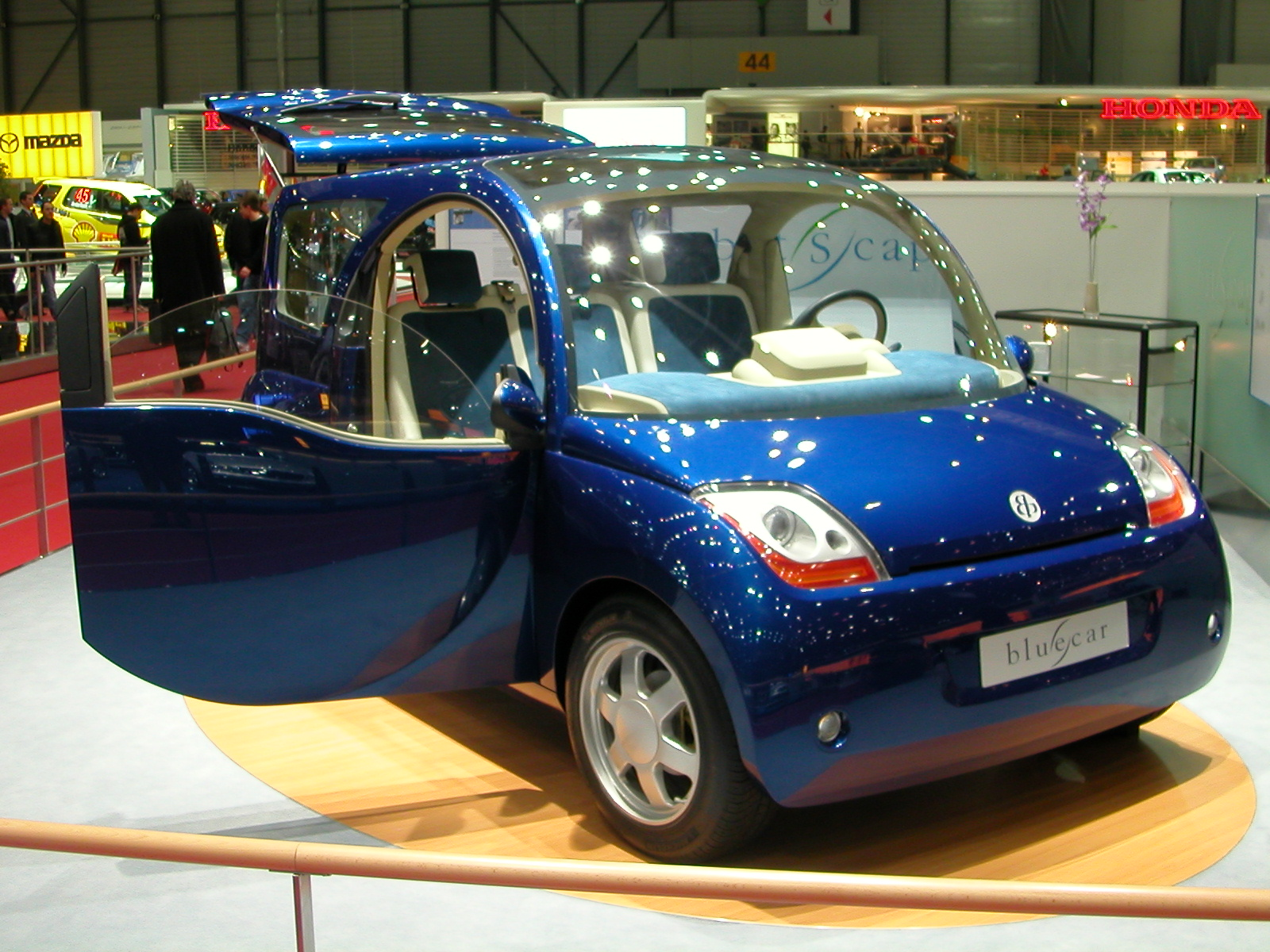
Der Prototyp des Blue Car in Genf 2005

Der Pininfarina Bluecar ist ein Elektroauto und wurde unter dem Projektnamen Bluecar (auch Blue Car oder Bolloré-Blue Car) vom Batteriehersteller batScap, einem Tochterunternehmen des französischen Mischkonzerns Groupe Bolloré, und von Pininfarina entwickelt. An batScap ist auch die EDF zu 20 % beteiligt.
Basis des Elektroautos ist der von batScap in Quimper in der Bretagne konstruierte Lithium-Polymer-Akkumulator. Für die Aufnahme des Stromes aus der Rekuperationsbremse und dessen rasche Abgabe bei anschließendem Beschleunigen ist zusätzlich ein Superkondensator eingebaut, der ebenfalls von batScap kommt.
Bei dem Projekt arbeitete batScape neben Pininfarina auch mit Renault zusammen. Den Motor liefert Matra Automobile Engineering, eine Tochtergesellschaft von Pininfarina. Die Idee, ein Fahrzeug mit dem Batterieetyp LMP zu bauen, wird Philippe Guédon zugeschrieben, dem ehemaligen Chef von Matra Automobile.
Im Jahr 2015 wurden in Frankreich 1.190 Bolloré Blue Car zugelassen. Damit stand das Auto – wie bereits 2013 und 2014 – hinter dem Renault Zoe und dem Nissan Leaf auf Platz 3 der Zulassungsstatistik. 2012, dem ersten vollen Jahr der Produktion des Fahrzeugs, lag das Bluecar mit 1.543 Zulassungen sogar an der Spitze.

## Geschichte
Am Genfer Auto-Salon 2005 präsentierte die Bolloré-Gruppe das Konzeptfahrzeug Bluecar EV. In diesem Blue Car 1 wurde der neuentwickelte Lithium-Polymer-Akku des Tochterunternehmens Batscap verwendet. Die Karosserie hatte drei Sitze vorne und zwei Sitze hinten. Von dem weiterentwickelten Modell Blue Car 2 wurde im Jahr 2007 eine Kleinserie von sechs Fahrzeugen gebaut und zugelassen.
Konzept Bluecar 2006
Der Wagen sollte folgende technische Spezifikationen erreichen:
- Reichweite: 200 bis 250 Kilometer durch eine 240 kg schwere Lithium-Polymer-Batterie, die in der Mitte des Fahrzeugs installiert ist.
- Ladezeit der Batterie: 6 Stunden.
- Gesamtgewicht mit Batterie: 1070 Kilogramm
- Höchstgeschwindigkeit: 120–125 Kilometer pro Stunde
- Leistung des Elektromotors: 30 kW im Dauerbetrieb, 50 kW maximal
- Verbrauchskosten: die Stromkosten wurden (ohne Angabe der Preisbasis) in der Quelle auf 1 Euro je 100 Kilometer geschätzt.
- Länge: 3,05 Meter
- Höhe: 1,61 Meter
- Breite: 1,71 Meter

Auf der Technik von Batscap aufbauend, zeigte Pininfarina auf dem Pariser Autosalon im Oktober 2008 eine neue Karosserie für das Konzeptfahrzeug unter der Bezeichnung Pininfarina B0 (B Zero). Die äußere Form dieses fünftürigen Prototyps des Bluecar wurde von Lowie Vermeersch, dem Design-Leiter von Pininfarina, gestaltet. Die Maße waren:
- Länge: 3,65 Meter
- Höhe: 1,60 Meter
- Breite: 1,72 Meter
- Radstand: 2,50 Meter

In Deutschland wurde dieses Fahrzeug im Oktober 2009 auf der Elektromobilmesse eCarTec in München präsentiert.
Vor dem Start der Produktion im Jahr 2011 in Italien durch eine gemeinsame Tochtergesellschaft von Bolloré und Pininfarina wurde dieses Konzept noch abgeändert. So hat das Serienfahrzeug nur drei Türen und keine Sonnenkollektoren auf dem Dach.

## Daten des Serienfahrzeugs
- Reichweite: 250 km durch eine 300 kg schwere Lithium-Metall-Polymer-Batterie.[13]
- Ladezeit der Batterie: Angabe des Herstellers: 6 h, jedoch lässt sich aus den technischen Daten für eine normale Haushaltssteckdose, 230 V Wechselspannung, 16 A, im Idealfall errechnen: 30 kWh/3,6 kW ergibt mindestens 8,5 h. An zukünftigen Ladestationen oder an Wandladestationen werden vom Hersteller für eine beschleunigte Ladung 2 Stunden genannt.[14] Dies würde Ladeanschlüsse mit mind. 15 kW erfordern, in der Regel 400 V Drehstrom mit etwa 25 A abgesichert. Bei Bedarf ist laut Angabe des Herstellers auch ein „Blitz-Laden“ von 5 Minuten möglich, mit dem das Elektroauto immerhin 25 km zurücklegen kann.[14] Hierbei lässt sich aber errechnen, dass dafür die Schnellladeanschlüsse mindestens ca. 36 kW bereitstellen müssen (25 km / 250 km Reichweite * 30 kWh / 5 min = 36 kW).
- Höchstgeschwindigkeit: 110 Kilometer pro Stunde (elektronisch begrenzt).[15]
- Motorleistung: 50 kW,[15] Akku-Spitzenleistung: 45 kW (30 s).[13] Bei gleichmäßiger Fahrt sind für 50 km/h etwa 5 kW, für 130 km/h wären schon etwa 25 kW nötig. Die höhere Motorleistung verbessert neben der Beschleunigung auch den Wirkungsgrad der Rekuperation.
- Verbrauchsangaben: Aus den technischen Daten ergeben sich ca. 30 kWh / 250 km, also etwa 12 kWh je 100 km. Die tatsächlichen Kosten hängen von den individuellen Stromkosten (in Deutschland 2013 etwa 0,25 €/kWh) und dem individuellen Verbrauch ab, der sich nach Nutzerverhalten stark unterscheiden kann.
- Akku-Energiegehalt: 30 kWh (410 Volt, 75 Ah bei C/4).[13] Dies gilt streng genommen nur bei einer Entladung mit ca. 18,75 A, also nur dann, wenn der Akkumulator dauerhaft etwa 7 kW abgeben muss. Was wiederum bei einer Konstantgeschwindigkeit von ca. 60–70 km/h der Fall ist. Details zur Abhängigkeit der Kapazität eines Akkus vom Entladestrom siehe unter Akkumulator.

## Produktion
Für die Herstellung des Fahrzeugs gründeten Pininfarina und Bolloré ein 50-50-Joint-Venture („Véhicules Électriques Pininfarina-Bolloré“). Der Zusammenbau sollte im Montagewerk von Pininfarina bei Turin stattfinden. Die Batterie stellt Batscap in Quimper und nahe Montreal in Kanada her.
Nachdem ursprünglich der Beginn der Auslieferung für Spätsommer 2009 bekanntgegeben wurde, sollten dann ab Frühjahr oder Sommer 2010 die ersten Exemplare an die Kunden ausgeliefert werden, während die Produktion der Batterien im September 2009 beginnen sollte. Der Meldung zufolge gab es im September 2009 etwa 6000 Vorbestellungen. Die Zeitplanung wurde 2009 erneut verschoben: ein erster Prototyp sollte nun 2010 rollen, die Serienproduktion war für 2011 geplant.
Mitte 2010 berichtete Pininfarina im Geschäftsbericht über einen Stillstand des Projektes wegen Differenzen in den strategischen Zielvorstellungen zwischen den Partnern Pininfarina und Bolloré. Als eine Ursache der Differenzen wurde die unterschiedliche Politik der Regierungen Frankreichs und Italiens bezüglich der Anreize für Elektroautos genannt. Im Oktober 2010 wurde bekannt, dass Bolloré mit einem anderen italienischen Hersteller einen Vertrag zur Produktion des Fahrzeugs geschlossen hatte. Das Unternehmen CECOMP im Turiner Vorort La Loggia baute eine Fertigung mit einer Kapazität von jährlich 1500 Fahrzeugen auf.
Bolloré erhielt Ende 2010 den Zuschlag für den Betrieb des Carsharing-Dienstes Autolib’ für Paris und das Umland, für den 3000 Elektroautos vom Typ Bluecar eingesetzt werden sollten. Dieser nahm im Dezember 2011 mit 250 Fahrzeugen seinen Betrieb auf. Im März 2012 waren bei Autolib 1000 Bluecar im Einsatz, im Dezember 2015 waren es 3400 Fahrzeuge. Im Juli 2018 wurde Autolib wegen andauernder mangelnder Rentabilität eingestellt.
Auf der Automesse in Genf im März 2012 wurde die Auslieferung an private Kunden angekündigt. Wegen der vorhandenen Ladeinfrastruktur sollten zunächst Interessenten im Raum Paris den Wagen leasen können. Bis Ende 2012 sind in Frankreich 1933 Bluecar zugelassen worden.
2014 schloss Bolloré einen Vertrag mit Renault, der u. a. die Verlagerung der Produktion der Bluecar in ein Renault-Werk im nordfranzösischen Dieppe enthält. Dort wurde die Produktion im Juni 2015 aufgenommen, derweil auch in Italien weiter gefertigt wird. Der Vertrag mit CECOMP läuft bis Ende 2016.[veraltet]

## Preis
Ab Frühjahr 2013 wurde das BlueCar in Frankreich zum Endkundenpreis von 19.000 Euro angeboten, der durch eine staatliche Förderung von 7.000 Euro für den Käufer auf 12.000 Euro sinkt. Zu diesem Endpreis wird das Fahrzeug auch 2015 angeboten, obwohl sich die staatliche Förderprämie auf 6.300 Euro reduziert hat. Nicht im Preis enthalten ist der Akku, der für 79 Euro im Monat gemietet werden muss. 
Seit Mitte 2012 können Kunden ein Fahrzeug für 330 Euro monatlich mieten.